# دیوید استون
دیوید استون (به انگلیسی: David Stone) سناتور سابق عضو حزب دموکرات-جمهوری‌خواه بود. وی در سال ۱۸۰۱ تا ۱۸۰۷ و ۱۸۱۳ تا ۱۸۱۴ میلادی سناتور ایالت کارولینای شمالی در سنای ایالات متحده آمریکا بود.